# Боярська Євдокія Прокопівна
Євдокі́я Проко́півна Боя́рська (Богемська) (1 березня 1861, Могилів-Подільський — 6 квітня 1900, Чита) — українська акторка.

## Життєпис
Євдокія Боярська народилася 1 березня 1861 року в місті Могилеві-Подільському. Сценічну діяльність почала у 1884 в Одесі в трупі Старицького. Дебютувала в ролі Наталки («Наталка Полтавка» Котляревського).
У 1899 Боярська виступила в театрі Корша (Москва) в ролі Катерини («Гроза» О. Островського). Потім знову повернулась на українську сцену (трупа Манька).
Померла під час гастролей в Читі.

## Ролі
Найкращі ролі Боярської:
- Оксана («Доки сонце зійде…», Кропивницького)
- Олена («Глитай, або ж Павук», Кропивницького)
- Катря («Не так склалось, як жадалось» Старицького)

## Доробок
Написала п'єсу «Кара Божа» (у співавторстві з Маньком[джерело?]).